# Arcadius
Flavius Arcadius (řecky Arkadios; 377 – 1. května 408) byl východořímský císař vládnoucí od roku 395 až do své smrti. Poté, co zemřel jeho otec Theodosius I., poslední císař panující nad celou římskou říší, přešla na něho vláda nad východní polovinou impéria. Protože Východ a Západ se již nikdy znovu fakticky nesjednotily, Arcadius je někdy pokládán za prvního byzantského císaře.
Vzhledem k jeho omezeným schopnostem spočívalo řízení státu v rukou civilních představitelů a nemalého vlivu se domohla také jeho manželka Aelia Eudoxia. Říše se pod jejich vedením musela vyrovnat se zásahy Západu, povstáními Gótů a náboženskými nepokoji vyvolanými sesazením konstantinopolského patriarchy Jana Zlatoústého.

## Život

### Mládí
Arcadius přišel na svět v Hispánii v roce 377 jako nejstarší syn římského velitele Flavia Theodosia a jeho manželky Aelie Flaccilly. Vedle mnoha jiných sourozenců měl bratra Honoria. Theodosius se krátce po Arcadiově narození stal římským císařem vládnoucím na východě říše. 19. ledna 383 učinil z Arcadia, jemuž bylo tehdy nanejvýš šest let, svého spolucísaře. K Arcadiovým učitelům patřil proslulý pohanský filozof a řečník Themistios a jako jeho vychovatel působil rovněž křesťan Arsenios. V roce 387 uzurpátor Magnus Maximus vpadl do Itálie, což přimělo Theodosia k tažení na západ. Za jeho nepřítomnosti Arcadius formálně vládl východu impéria, třebaže ve skutečnosti řídil státní záležitosti pretoriánský prefekt (praefectus praetorio per Orientem) Tatianus. Po svém návratu Theodosius v roce 392 nahradil Tatiana ambiciózním Rufinem, jenž ve svých rukou brzy soustředil značnou moc. Theodosius se o dva roky později znovu vypravil na západ, aby potlačil uzurpaci Eugenia dosazeného Arbogastem. Když nad nimi v září 394 zvítězil v bitvě u Frigidu, povolal do Mediolana (dnešní Milán) svého mladšího syna Honoria, zatímco Arcadius setrval v Konstantinopoli pod dohledem Rufina.

### Ve stínu Rufina a Eutropia
Theodosius nedlouho po uzurpátorově porážce vážně onemocněl a 17. ledna 395 zemřel. Vládu po něm převzali Arcadius na Východě a Honorius na Západě. Theodosiovi synové byli ale příliš mladí a neschopní na to, aby mohli sami převzít odpovědnost za chod říše. Moc ve státě tak vykonávali pretoriánský prefekt Rufinus a pologermánský velitel obojího vojska (magister utriusque militiae) Stilicho, jehož Theodosius ustavil za Honoriova poručníka. Podle Stilichonova tvrzení mu Theodosius měl dokonce před smrtí svěřit do péče oba své syny. Honoriův generál tím vyvolal napětí ve vztazích mezi východním a západním dvorem, neboť Rufinus odmítl akceptovat jeho nárok vůči Arcadiovi. Východní polní vojsko se však od skončení kampaně proti Eugeniovi nacházelo v Itálii pod Stilichonovým velením, což činilo konstantinopolskou vládu zranitelnou. Rufinus usiloval o posílení svého postavení příbuzenským svazkem s theodosiovskou dynastií, čehož chtěl docílit provdáním své dcery za Arcadia. Eunuch Eutropius, zastávající post nejvyššího komořího (praepositus sacri cubiculi), nicméně dosáhl toho, že se císař v dubnu 395 oženil s mimořádně nádhernou a energickou Aelií Eudoxií, dcerou někdejšího generála franského původu Bautona.
Vojenské slabosti Východu využili Hunové k překročení Kavkazu a k uspořádání devastujícího nájezdu do Arménie, Sýrie a Malé Asie. Vážnější hrozbu představovali vizigótští foederati, kteří u Frigidu utrpěli na straně Theodosia těžké ztráty a po návratu do svých sídel v Moesii se vzbouřili. Pod vedením Alaricha se následně přesunuli do Thrákie, před hradby Konstantinopole. Rufinovi se podařilo Alaricha přesvědčit, aby se stáhl, načež Gótové vydrancovali Makedonii a Thesálii. Poté proti nim z Itálie vytáhl Stilicho se spojenými vojenskými silami Západu a Východu. Vedle potlačení gótského povstání nepochybně hodlal vyvíjet nátlak na Arcadiův dvůr. Ovšem dříve, než mohlo dojít ke střetu s Alarichem, Stilicho obdržel od Arcadia příkaz, aby odeslal východní sbory do Konstantinopole a opustil Řecko, čemuž se spořádaně podvolil. Východní vojáci, jimž velel Gót v římských službách Gainas, dorazili v listopadu 395 do hlavního města. Když jim Rufinus a Arcadius vyšli vstříc, několik Gainových mužů obklopilo Rufina a rozsekalo ho na kusy.

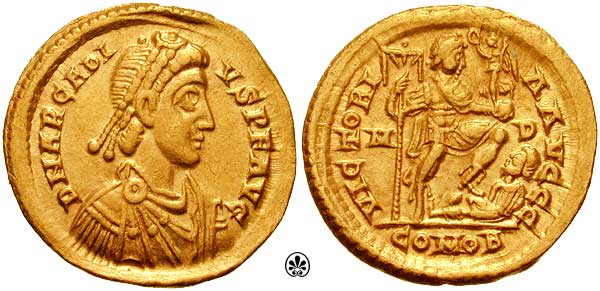
Arcadiův solidus

Rufinovo zavraždění inicioval Stilicho, nejvíce z něho ale těžil eunuch Eutropius, jenž získal kontrolu nad konstantinopolským dvorem. Eutropius se rozhodl prozatím nezasahovat proti Alarichovi, čímž Vizigótům umožnil vtáhnout do jižního Řecka, aniž by se setkali s vážnějším odporem. Alarich vyplenil většinu tamějších měst, včetně Korintu a Sparty, pouze Athény unikly zkáze zaplacením výkupného. Na jaře 397 Stilicho přistál s novým vojskem na Peloponésu a odřízl Vizigóty. Alarich posléze unikl směrem na severozápad do Epiru a západořímský vojevůdce se vrátil zpět do Itálie. Znepokojený Eutropius zareagoval na Stilichonovu výpravu tím, že přiměl Arcadia, aby ho prohlásil za nepřítele státu. Současně podnítil místodržitele v severní Africe (comes Africae) Gildona, aby vypověděl poslušnost Honoriovi a přenesl svoji loajalitu na Konstantinopol. Nejspíše v roce 398 se Eutropius dohodl s Vizigóty a učinil Alaricha vrchním velitelem v Illyriku (magister militum per Illyricum). Jak poznamenává básník Claudianus, Alarichovi byla svěřena obrana území, jež předtím vyplenili jeho Gótové.
Eutropius se zaměřil na rekonstrukci východní armády: obnovil polní vojska v Thrákii, Illyriku a Orientu, a další dvě umístěná u Konstantinopole, tzv. v císařově přítomnosti (in praesenti). S reorganizovanou armádou pak osobně vyrazil proti Hunům, napadajícím východní provincie, a přesvědčivým vítězstvím je odradil od dalších útoků. V momentě svého největšího úspěchu se však dopustil zásadní chyby, jelikož se dal jmenovat konzulem pro rok 399. Tato vysoce prestižní funkce se naprosto neslučovala s Eutropiovým otrockým původem a společenským postavením, což vyvolalo znatelnou nelibost jak na Západě, tak u jeho protivníků v Konstantinopoli. Během jeho konzulátu vypuklo ve Frýgii povstání gótských foederati vedených Tribigildem, kteří začali drancovat Malou Asii. Eutropius hodlal vzbouřené Góty rozdrtit a vyslal proti nim vojsko v čele s Gainou. Ten ovšem navázal kontakt s Tribigildem a vyzval Arcadia, aby přistoupil na požadavky vzbouřenců a sesadil Eutropia. Arcadius jen zdráhavě vyhověl naléhání císařovny Eudoxie, jež se už dříve odvrátila od Eutropia. Dosud všemocného Eutropia poslali nejprve do vyhnanství na Kypr a později ho popravili.

### Hrozba germánského převratu
Eutropiovým pádem přešla moc do rukou Eudoxie, opírající se o členy senátorských kruhů a pretoriánského prefekta Aureliana. V reakci na to se Gainas otevřeně spojil s Tribigildem a postoupil k Chalkedonu. Poté donutil Arcadia, aby ho ustavil do hodnosti magister militum praesentalis a vykázal do vyhnanství císařovniny přívržence. Koncem roku 399 Gainas vstoupil se svými Germány do Konstantinopole a fakticky převzal kontrolu nad říší. Široce neoblíbený gótský vojevůdce vyznávající ariánství ale záhy čelil rozsáhlé opozici dvora a konstantinopolského patriarchy Jana Zlatoústého a rovněž odporu městského lidu. V létě roku 400 se proto rozhodl opustit se svými barbarskými spojenci město. Obyvatelstvo Konstantinopole přitom zaútočilo na ustupující vojáky a několik tisíc z nich společně s jejich rodinami zmasakrovalo. Arcadius nato povolal gótského generála v hodnosti magister militum per Orientem Fravittu, jemuž se podařilo odrazit Gainův výpad z Thrákie do Malé Asie. Gainas se zbylými barbary uprchl na sever od Dunaje, kde ho zabil hunský král Uldin. Eudoxia a její stoupenci znovu opanovali východořímský dvůr, jemuž dominovali následující čtyři roky. Císařovna obdržela čestný titul augusta a v roce 401 porodila Arcadiovi syna Theodosia.
Gainova snaha chopit se vlády vyvolala mezi Římany značnou nedůvěru a nenávist ke Germánům. Tehdejší nepřátelský postoj vůči nim vyjádřil filozof Synesios z Kyrény ve své řeči O království, v níž nabádá císaře, aby se odklonil od politiky svého otce a zbavil Germány veškerého vlivu na obranu a chod státu. Za těchto okolností se Alarich odebral s Vizigóty v roce 401 z východního Illyrika a zamířil do Itálie, v čemž se mu patrně dostalo podpory Konstantinopole. Když Fravitta protestoval proti opětovnému zhoršování vztahů se Západem, byl sesazen a popraven. Dalších bezmála dvacet let nepůsobil ve východořímském vojsku žádný generál s germánsky znějícím jménem.

### Spor Jana Zlatoústého s císařovnou

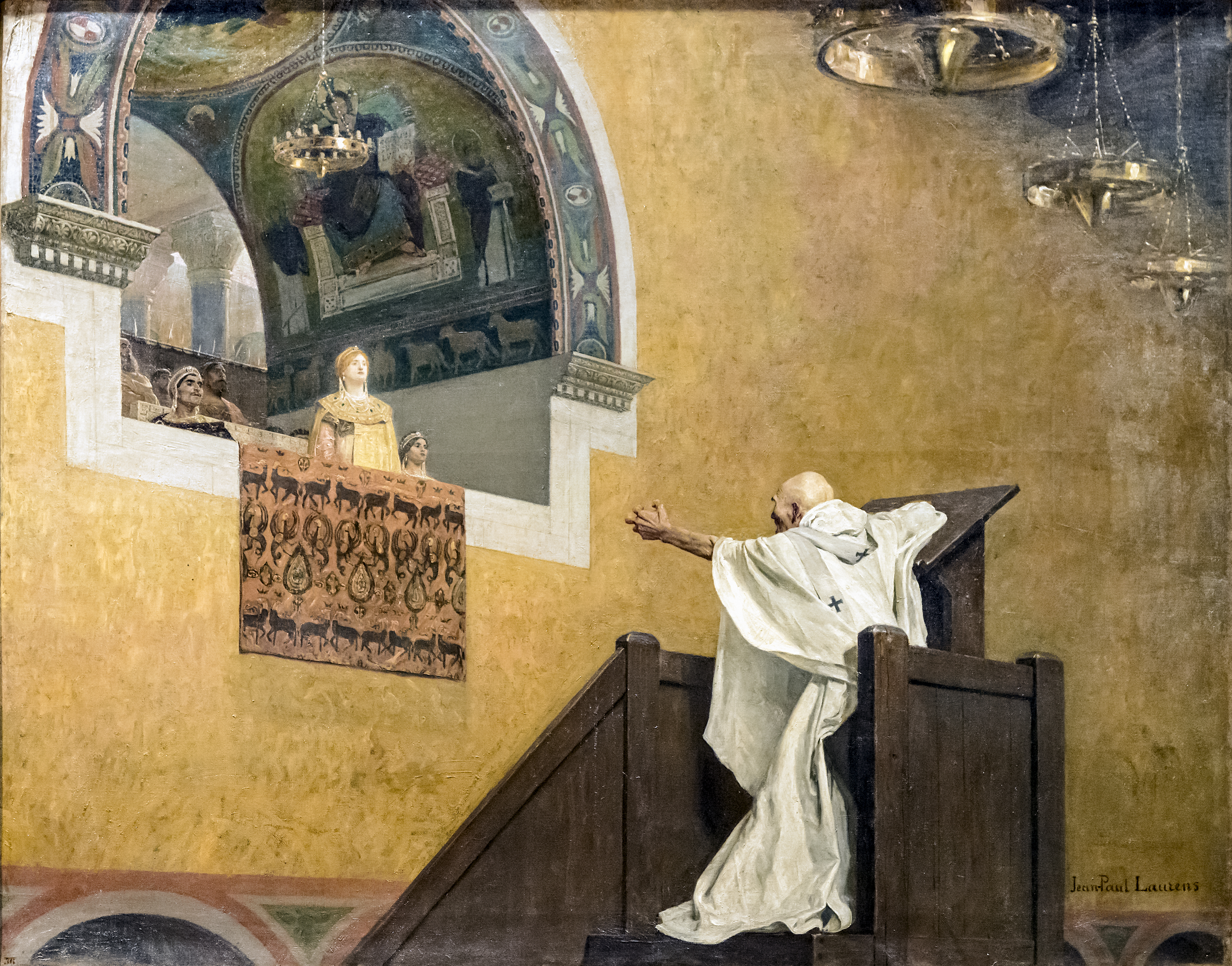
Jan Zlatoústý a Aelia Eudoxia, obraz od Jean-Paula Laurense

V oblasti náboženství Arcadius navázal na tvrdě ortodoxní linii svého otce a pokračoval v potírání pohanů a kacířů. Císař zakázal pohanům slavit své svátky, jejich kněží připravil o výsady a nařídil bourání chrámů. Kvůli potlačování starých kultů vypuklo v palestinské Gaze jedno z posledních pohanských povstání, vyvolané rozkazem ke zničení tamější svatyně.
Proti pohanství a herezím vystupoval i mimořádně populární Jan Zlatoústý, dosazený s Eutropiovou pomocí v roce 398 za konstantinopolského patriarchu. Tento znamenitý řečník a mravokárce, zpočátku podporovaný císařovnou Eudoxií, se snažil posílit význam patriarchátu v rámci církevní hierarchie a rozšířit jeho autoritu v Thrákii a Malé Asii. Svými reformami si znepřátelil vysoce postavené představitele církve, mezi nimiž zaujímal čelné místo alexandrijský patriarcha Theophilos, nárokující si pro svůj stolec vedoucí pozici na Východě. Jan navíc ve svých kázáních stavěl do kontrastu chudobu mas s rozmařilostí a extravagancí městských elit, čímž proti sobě popudil císařovnu, spatřující v tom zastřený útok proti své osobě. Theophilos dorazil roku 403 do Konstantinopole a společně s Eudoxií a ostatními Janovými odpůrci dosáhl jeho sesazení na synodě konané v Chalkedonu.
Rozhodnutí biskupů rozpoutalo v hlavním městě neklid, ještě umocněný Arcadiovým příkazem k vypovězení Jana do vyhnanství. Pobouření a nepokoje v Konstantinopoli nabyly takového rozsahu, že již o několik dní později musel být Jan povolán zpět. Spor mezi ním a císařovnou přesto nadále pokračoval, protože Jan neustával v kritice Eudoxie. V roce 404 byla svolána synoda, na které ho znovu odsoudili. Jan byl záhy odveden do vyhnanství v Arménii a tam setrval až do své smrti. Jeho odsouzení prohloubilo roztržku se Západem, jelikož mezi jeho stoupence patřili četní západní biskupové včetně římského biskupa Inocenta I.

### Poslední léta
Na podzim 404, sotva pár měsíců po Janově vypovězení, císařovna Eudoxia zemřela v důsledku potratu. Povolný Arcadius svěřil po její smrti správu státu do rukou pretoriánského prefekta Anthemia, pod jehož vedením vstoupila východní říše do období stability a rekonstrukce. Kombinací rozhodnosti a umírněnosti prefekt ukončil přetrvávající nepokoje v Konstantinopoli, sužující město od Janova vykázání do vyhnanství. Anthemius se pokusil navodit soulad ve vztazích se Západem, o čemž svědčí jeho společný konzulát se Stilichonem v roce 405. Západořímský vojevůdce se ale dosud nevzdal nároků na východní část prefektury Illyricum. Zřejmě za účelem jejího získání se Stilicho spojil s Alarichem, načež Vizigóti znovu přitáhli do Epiru. Vpády barbarů do Itálie a Galie nicméně zamezily eventuální konfrontaci Východu se Západem a v roce 407 Alarich se svými lidmi opustil východořímské území. Nová příležitost k zásahům Západu do poměrů na Východě se naskytla nedlouho nato, neboť Arcadius 1. května 408 zemřel a na trůn nastoupil jeho teprve sedmiletý syn Theodosius II.

## Hodnocení
Soudobé prameny i moderní badatelé spatřují v Arcadiovi většinou slabého a bojácného panovníka a nepříliš bystrého jedince. Jeho současník Filostorgios ho popisuje těmito slovy: „Byl malého vzrůstu, štíhlé postavy, fyzicky byl slabý a měl temnou pleť. Ochablost jeho tělesné dispozice se projevovala v řeči a lesku jeho očí – ty působily, jako kdyby spal a jen s námahou je držel otevřené.“ Vytýká se mu především nečinnost a bezvýhradná závislost na císařovně a na celé řadě civilních hodnostářů, eunuchů, generálů a biskupů, kteří s ním manipulovali a vykonávali místo něho státní záležitosti. Silnější osobnosti v jeho bezprostředním okolí z něho učinily loutku na trůně, v jejímž jméně přijímaly rozhodnutí, na jejichž schválení se nijak nepodílel. Arcadiovi lze tedy jen stěží klást vinu za počínající politické a kulturní odcizování se obou polovin impéria, jež představuje nejzávažnější jev odehrávající se za jeho panování.

### Prameny
- SOCRATES SCHOLASTICUS. Církevní dějiny, díl 2. Praha: Ústřední církevní nakladatelství, 1990
- ZOSIMOS. Stesky posledního Římana. Praha: Odeon, 1983

- Sokrates Scholastikos. Církevní dějiny. Kniha VI
- Sozomenos. Církevní dějiny. Knihy VIII a IX (anglicky)